# ناحیه مفتاح
ناحیه مفتاح (به عربی: دائرة مفتاح) یک ناحیه در الجزایر است که در استان البلیده واقع شده‌است. ناحیه مفتاح ۵۴٬۹۶۵ نفر جمعیت دارد.